# Бельтрами, Джузеппе
Джузеппе Бельтрами (итал. Giuseppe Beltrami; 17 января 1889, Фоссано, королевство Италия — 13 декабря 1973, Рим, Италия) — итальянский куриальный кардинал и ватиканский дипломат. Титулярный архиепископ Дамаско с 20 февраля 1940 по 26 июня 1967. Апостольский нунций в Гватемале и Сальвадоре с 20 февраля 1940 по 15 ноября 1945. Апостольский нунций в Колумбии с 15 ноября 1945 по 30 января 1950. Апостольский нунций в Ливане с 4 октября 1950 по 31 января 1959. Апостольский нунций-интернунций в Нидерландах с 31 января 1959 по 26 июня 1967. Кардинал-священник с титулом церкви с 26 июня 1967, pro illa vice Санта-Мария-Либератриче-а-Монте-Тестаччо с 29 июня 1967.
Участвовал в работе Второго Ватиканского собора.